# Marie-Carmelle Elie
Pour les articles homonymes, voir Élie (homonymie).
Marie-Carmelle Elie, née le 12 octobre 1973, est une urgentiste américaine, professeure et présidente de médecine d'urgence à l'université d'Alabama de Birmingham. Elle a été élue membre de l'Académie nationale de médecine en 2022.

## Jeunesse et éducation
Elie étudie la biologie et la chimie en licence à l'université Columbia. Au cours de ces premières années d'études, elle obtient une bourse pour travailler sur la vitamine A. Ses recherches visent à identifier des moyens de mesurer la vitamine A chez les humains et à comprendre pourquoi certaines mères séropositives transmettent le virus à leurs bébés. Elle montre que la nutrition est essentielle dans le transfert du VIH.
Elle passe son diplôme de médecine à l'université d'État de New York[réf. nécessaire]. Elie fait sa résidence dans le domaine de la médecine d'urgence, dans le système de santé du mont Sinaï. Elle est nommée résidente en chef et se rend vite compte qu'elle pourrait avoir un impact profond sur la culture et les soins aux patients. Elle fait partie de l'équipe de soins intensifs du R Adams Cowley Shock Trauma Center.

## Carrière
Elie commence sa carrière médicale à l'université de médecine et d'odontologie du New Jersey. Elle élaboré la stratégie départementale en matière de médecine d'urgence et de soins intensifs. Elle étudie des biomarqueurs présents chez les patients en soins intensifs qui présentent des complications. Elle travaille sur les biomarqueurs pouvant indiquer une septicémie pédiatrique[réf. nécessaire]. Parallèlement à l'étude des biomarqueurs, elle dirige des essais cliniques, mettant l'accent sur le Syndrome de détresse respiratoire aigu.
En 2010, Elie rejoint l'université de Floride, où elle développe un système d'alerte pour rationaliser et prévenir les erreurs dans le système de soins intensifs. Elle préside le comité sur la septicémie à l'Université de Floride et établie l'alerte de septicémie aux urgences. Pendant la pandémie de Covid-19, elle se concentre sur l'identification de traitements contre la  COVID-19 et identifie qu'une stratégie à deux médicaments (baricitinib plus remdesivir) améliore les résultats pour les patients.
En 2020, Elie est nommée professeure et directrice du département de médecine d’urgence. Elle est la première femme noire à occuper un tel poste dans une grande école de médecine américaine. Elle a été élue Fellow de l'Académie nationale de médecine en 2022.

## Publications
- (en) Andre C Kalil, Thomas F Patterson, Aneesh K Mehta, Kay M Tomashek, Cameron R Wolfe, Varduhi Ghazaryan, Vincent C Marconi, Guillermo M Ruiz-Palacios, Lanny Hsieh, Susan Kline, Victor Tapson, Nicole M Iovine, Mamta K Jain, Daniel A Sweeney, Hana M El Sahly, Angela R Branche, Justino Regalado Pineda, David C Lye, Uriel Sandkovsky, Anne F Luetkemeyer, Stuart H Cohen, Robert W Finberg, Patrick E H Jackson, Babafemi Taiwo, Catherine I Paules, Henry Arguinchona, Paul Goepfert, Neera Ahuja, Maria Frank, Myoung-don Oh, Eu S Kim, Seow Yen Tan, Richard A Mularski, Henrik Nielsen, Philip O Ponce, Barbara S Taylor, LuAnn Larson, Nadine G Rouphael, Youssef Saklawi, Valeria D Cantos, Emily R Ko, John J Engemann, Alpesh N Amin, Miki Watanabe, Joanne Billings, Marie-Carmelle Elie, Richard T Davey, Timothy H Burgess, Jennifer Ferreira, Michelle Green, Mat Makowski, Anabela Cardoso, Stephanie de Bono, Tyler Bonnett, Michael Proschan, Gregory A Deye, Walla Dempsey, Seema U Nayak, Lori E Dodd et John H. Beigel, « Baricitinib plus Remdesivir for Hospitalized Adults with Covid-19 », The New England Journal of Medicine, MMS, vol. 384, no 9,‎ 11 décembre 2020, p. 795-807 (ISSN 0028-4793 et 1533-4406, OCLC 231027780, PMID 33306283, PMCID 7745180, DOI 10.1056/NEJMOA2031994).
- (en) John H Beigel, Evgenia Aga, Marie-Carmelle Elie-Turenne, Josalyn Cho, Pablo Tebas, Carol L Clark, Jordan P Metcalf, Caroline Ozment, Kanakatte Raviprakash, Joy Beeler, H Preston Holley, Stephanie Warner, Carla Chorley, H Clifford Lane, Michael D Hughes, Richard T Davey et IRC005 Study Team, « Anti-influenza immune plasma for the treatment of patients with severe influenza A: a randomised, double-blind, phase 3 trial », The Lancet. Respiratory medicine, Elsevier, vol. 7, no 11,‎ 30 septembre 2019, p. 941-950 (ISSN 2213-2600 et 2213-2619, PMID 31582360, PMCID 6941345, DOI 10.1016/S2213-2600(19)30199-7).
- (en) John H Beigel, Yajing Bao, Joy Beeler, Weerawat Manosuthi, Alex Slandzicki, Sadia M Dar, John Panuto, Richard L Beasley, Santiago Perez-Patrigeon, Gompol Suwanpimolkul, Marcelo H Losso, Natalie McClure, Dawn R Bozzolo, Christopher Myers, H Preston Holley, Justin Hoopes, H Clifford Lane, Michael D Hughes, Richard T Davey et IRC003 Study Team, « Oseltamivir, amantadine, and ribavirin combination antiviral therapy versus oseltamivir monotherapy for the treatment of influenza: a multicentre, double-blind, randomised phase 2 trial », The Lancet Infectious Diseases, Elsevier,‎ 22 septembre 2017 (ISSN 1473-3099 et 1474-4457, PMID 28958678, PMCID 5777222, DOI 10.1016/S1473-3099(17)30476-0).